# 許卡半島
69°36′S 39°44′E / 69.600°S 39.733°E
許卡半島是南極洲的半島，位於呂佐夫-霍爾姆灣東部，處於特倫冰川以北，海拔高度300米，該半島根據挪威探險隊拍攝的空中照片被繪入地圖。